# کوتاه‌چهره عجیب
کوتاه‌چهره عجیب (نام علمی: Xenobrachyops) نام یک سرده از تیره کوتاه‌پایان است.